# Witalij Romanenko
Witalij Petrowycz Romanenko (ukr. Віталій Петрович Романенко; ros. Виталий Петрович Романенко, Witalij Pietrowicz Romanienko; ur. 13 lipca 1926 w Rusanowie, zm. 3 października 2010 w Kijowie) – ukraiński strzelec sportowy startujący w barwach ZSRR, mistrz olimpijski, wielokrotny medalista mistrzostw świata i Europy.
Brał udział tylko w igrzyskach w 1956 roku. W swojej jedynej konkurencji wywalczył złoto olimpijskie (runda pojedyncza i podwójna do sylwetki jelenia), zdobywając 441 punktów. O 9 punktów wyprzedził Olofa Sköldberga. Wynik Romanenki (441 punktów) został nowym rekordem olimpijskim (był lepszy od poprzedniego rekordu o 28 punktów) i jest nim do teraz (2014), gdyż konkurencja ta po igrzyskach w 1956 nie znalazła się w programach olimpijskich zmagań.
W podobnej konkurencji (czyli w rundzie do sylwetki jelenia, lecz tylko pojedynczej) był także indywidualnym mistrzem świata (Caracas 1954) i dwukrotnym wicemistrzem globu (1958 i 1961). W Caracas ustanowił nawet rekord świata (224 punkty). W rundzie podwójnej do sylwetki jelenia był wicemistrzem świata (Caracas 1954) i Europy (Bukareszt 1955). W 1959 roku w Mediolanie, został brązowym medalistą mistrzostw Europy w strzelaniu do ruchomej tarczy z 50 m. W drużynie był ośmiokrotnym mistrzem świata w strzelaniu do sylwetki jelenia.